# Bitka za Gospić
Bitka za Gospić je bila jedna od bitaka za strateški važni gradić Gospić koji se nalazio na važnoj cestovnoj i željezničkoj prometnici koja je povezivala hrvatski sjever i jug. Gospić je bio predstavljao i psihološki cilj, jer je bio glavnim gradom jedne hrvatske regije, Like
Velikosrbi bi zauzimanjem Gospića prekinuli još jedan hrvatski prometni pravac prema jugu i stvorili bi preduvjet za zauzeti hrvatski jug.
O tome koliko je bitka bila teška i kako je bilo vrlo blizu da će Gospić pasti u četničke ruke je 1992. svjedočio ondašnji predsjednik hrvatskog Sabora, kasniji hrvatski predsjednik, Stipe Mesić.

## Uvod
Uoči rata, na popisu 1991. je gospićka općina bila sljedećeg nacionalnog sastava: 29.049 stanovnika, od čega je bilo 18.613 Hrvata, 8926 Srba, 513 Jugoslavena te 947 ostalih.
U Gospiću su Srbi za vrijeme Jugoslavijâ držali sve važne dužnosti u policiji, vojsci, gospodarstvu, politici, sudstvu i školstvu. Hrvati su bili podređeni i politički etiketirani. Srpsko stanovništvo na tom području u značajnoj je mjeri prihvatilo velikosrpski plan, pobjeglo iz grada želeći se u njega vratiti kao "osloboditelji", preimenovati ga u Teslingrad i dvadesetak kilometara dalje postaviti carinu prema Rijeci.
Uvod u ratne događaje na širem gospićkom području 1991. godine je bila ista kao i s Vukovarom, Pakracem, Petrinjom, Drnišem itd. Brojni gospićki Srbi su bili članovima SDS-a. Mjesecima su se pripremali za osvojiti grad i staviti ga pod vlast pobunjenih Srba. Već je postala uobičajena stvar da su vojno sposobni muškarci prijepodne bili na radnim mjestima, a u poslijepodnevnim satima su bili kod Metka vježbali na vojnom poligonu i strelištu "Vedrinama".
3. veljače 1991. u Gospiću je održan "miting svih Srba Like i svijeta", kojem je nazočilo 5.000 gospićkih Srba; na mitingu su govorili dr Nikola Varićak i Rade I. Čubrilo.
26. lipnja su pobunjeni Srbi proglasili ratno stanje.
Petoga dana kolovoza četnička skupina iz Raduča koju je vodio t.zv. četnički "vojvoda" Rade Čubrilo (rujna 1991.  “komandant TO opštine Medak”) je odvela petero Lovinčana u nepoznatom pravcu. Hrvatski MUP je našao njihova tijela tjedan dana poslije uz željezničku prugu prema Gospiću našla njihova izmasakrirana tijela. Jedan od ubijenih je imao 72 godine.
Kolovoza 1991. vladala je u Gospiću velika napetost između Srba i Hrvata. Srbi su stalno jadali se da su "goloruki i ugroženi", premda ih je JNA vrlo dobro naoružavala, a uz to su i gotovu cijelu upravu Gospića i okolice. Ipak, gospićki su Srbi sami postupno napuštali policijsku službu u MUP-u RH i prelazili u Knin k posve naoružanim martićevcima, milicijom velikosrpske pobunjeničke tvorevine. Primjećuje se udaljavanje gospićkih Srba od Hrvata: prestaju se družiti s Hrvatima, nema više kućnih posjeta, na poslu se drže podalje, glasno zboruju po Gospiću i okolici, štoviše, otvoreno se prijete Hrvatima. Nažalost, u tome su prednjačili intelektualci, npr. liječnik Nikola Varićak koji je bio osnivač i predsjednik glavnog odbora Srpske demokratske stranke za Gospić, i ostali. Hrvati su u takvim okolnostima potišteni, zamišljeni i zastrašeni.
Barikade su pobunjeni Srbi postavili na Ljubovu i Raduču.
20. kolovoza u Naselje je došao veći broj četnika, koje su s radošću primili i ugostili mještani. Od tad MUP RH više tu nije mogla obaviti svoj posao, nego se držala po Osiku, najviše ispred i oko crkve, gdje je zaustavljala i pregledavala automobile. Srbima koji su sve udaljeniji i radikaliziraniji, ne toči se više benzin po želji, nego samo određena količina - najviše 10 litara, zbog čega sve rjeđe putuju u Gospić.
Potom su velikosrbi napali Okružni zatvor na Ljubovu i nakon toga ophodnje hrvatske policije (Žuta Lokva 24. kolovoza), provocirali su građane na barikadama i slično.
Već iznimno napeto stanje je počelo kipiti kad je tzv. "JNA" počela glumiti mirotvorce time što je samovoljno činila tampon-zonu između velikosrpskih odmetnika i legitimnih tijela hrvatske vlasti. Za to vrijeme su se u Golubiću su se više mjeseca uvježbavali pripadnici "Martićeve milicije" i 25. kolovoza 1990. su se vratili u Lički Osik gdje su utemeljili "Stanicu javne bezbednosti Teslingrad", odmah započevši s uhićivati i smicati Hrvate.
Hrvatske snage su tog 25. kolovoza utemeljili na stočnom sajmištu u Gospiću 25. satniju Zbora narodne garde, okosnicu budućih ratnih postrojba.
28. kolovoza velikosrpski pobunjenici napali su selo Lički Osik, gdje je bilo samo nešto lovačkih pušaka. Lički Osik je bio bez policije MUP-a RH i hranio je mlijekom stanovnike, prijatelje i braću Srbe u Naselju. Nešto prije 18 sati zapucali su velikosrbi prema Osiku iz Novog Ličkog Osika (naselja podignutog 1950-ih uz novosagrađenu tvornicu oružja “Marko Orešković” i pretežno naseljenog srpskim stanovništvom). Snajperisti su zapucali s krovova zgrada iz Naselja, pa strojnica, uslijedile su granate po Osiku, najviše oko crkve i župnoga stana, plovanije.
29. kolovoza opet su iz Naselja Lički Osik (Novi Lički Osik) gađali selo Lički Osik, nakon čega su Hrvati pošli prema Mušaluku i dalje.
30. kolovoza velikosrpski osvajači su u noći svom silinom granatama napali Gospić.

31. kolovoza ponovo velikosrpski napad na Gospić, a ponovo su napadnuti Lički Osik i Perušić, a žestoke su se borbe vodile u Žabici i Jasikovcu. Premda hrvatski branitelji nisu imali takvo oružje kao JNA i četnici, zbog hrabra držanja izgledalo je da će srpski napadači morati uzmaknuti.

## Rujanske žestoke borbe za grad
Krajem mjeseca kolovoza je većina gospićkih Srba odvozila imovinu iz svojih stanova. Iako je većina njih znala da se sprema rat širih razmjera, rijetki su to dali naslutiti svojim susjedima Hrvatima. Čim su se ti izvukli iz grada, pali su prvi minobacački projektili (43 mine) na Gospić. Pali su u noći s 29. na 30. kolovoza 1991. godine u 1.14 sati. Takav obrazac ponašanja povlačenje iz Gospića su gospićki Srbi pokazivali uoči svakog granatiranja, jer su ih njihovi izvori obavještavali o granatiranjima; ti njihovi tajnoviti odlasci iz grada su jasno najavljivali gospićkim Hrvatima da će biti skori napad i potrebu skloniti se. Prvo su 29. kolovoza u večernjim satima minobacačkim granatama napali Bilaj, a iza ponoći 29. na 30. kolovoza 1991. godine s 44 granate napali su i Gospić. U početku su stanovnici Bilaja, koji su bili u neprijateljskom okruženju, dragovoljci, a kasnije uz pomoć Hrvatske vojske i policije obranili i Bilaj i Gospić. Predviđajući ovakav tijek događaja, nekoliko dana prije, s područja grada Gospića o okolnih naselja 25. kolovoza 1991. u Gospiću je postrojeno 278 dragovoljaca za obranu grada. Prvo postrojavanje gospićkih dragovoljaca Domovinskoga rata činili su pripadnici 25. i 26. satnije Zbora narodne garde (ZNG).
Žestoke borbe potrajale su i 1. rujna, a tad je stigla vijest o iz Ličkog Osika o napadu i spaljenoj crkvi i mrtvima. U Gospiću je poginuo građanin u Bilajskoj. 2. rujna granata je ubila i osakatila ljude u Budačkoj ulici. Četnici su kod željezničke postaje Gospić sačekali hrvatske gardiste koji su u Bilaj vozili hranu, pri čemu je jedan gardist poginuo a više ranjeno. 3. rujna velikosrbi su opet granatirali grad, na koji je palo više od 300 granata. Granate su pale na bolnicu, starački dom (u kojemu su pretežno bili starci srpske nacionalnosti!), zbog čega su bolesnike i starce hrvatske snage prevezle u Karlobag i Rijeku. 4. i 5. rujna četnički snajperisti ubili i ranili hrvatske policajce i civile.
Unatoč svoj opremljenosti i nadmoći u oružju koju su imali pobunjeni Srbi i JNA, Gospićani odani hrvatskim vlastima su zaustavili četničke bande koje su naprjedovale. Bojišnicu su uspostavili hrv. policija, ZNG i građani i velikosrbi ju nisu nikad uspjeli probiti. Kao posljedica velikosrpskog granatiranja je znatni dio zgrada opožaren, a dio Gospićana je bio prisiljen pobjeći u Karlobag. Zagrebom se te dane pronijela glasina da je "još jedan grad pao u srpske ruke, da su branitelji Gospića razbijeni, a linija obrane pomaknuta prema Karlobagu". Iz Zagreba su tad poslali pojačanje koje su činili bojna Zrinski te ATJ Lučko.
4. rujna se utemeljilo proslavljenu 118. brigada HV čiji je prvim zapovjednikom bio Mirko Norac.
5. rujna su velikosrbi ponovno granatirali Gospić. Ciljem tog napada je bio i susjedni Stari Lički Osik, kojega su velikosrbi sravnili u tom napadu. Istog su dana pripadnici Specijalne policijske postrojbe Lučko i bojne "Zrinski" zarobili su generala JNA Krstevskog, koji je s 30-ak vojnika išao u pomoć posadi JNA koja se nalazila u vojarni u gradu. Nakon zarobljavanja generala Krstevskog (u vojarni Kanjiži), brzo je reagirala međunarodna zajednica, pa su dan kasnije u Gospiću upriličeni pregovori o razmjeni. Organizirali su ih europski promatrači koje je predstavljao nizozemski diplomat Henry Wijnaents, a u ime JNA sudjelovao je general Andrija Rašeta.
Premda je bilo dogovoreno primirje, velikosrbi su počeli s napadom čim su međunarodni posrednici s predstavnicima JNA napustili grad. Na Gospić je poslije u velikosrpskim granatiranjima padalo po 1000 (tisuću) granata dnevno.
Velikosrbi su krenuli u pješački napad na grad. Najžešće borbe pješaštvom su se vodile 10. rujna 1991. godine i to od Novog mosta na Novčici do Alarovog brda. Tog su dana velikosrpski tenkovi gotovo ušli u grad.
Situacija se pogoršala kad su četnici 13. rujna zauzeli i minirali Maslenički most. Budući da se tako Karlobag našao pred okruženjem i pred realnom opasnosti od skore okupacije, brojni su mještani napustili taj gradić.
Nakon pada perušićke vojarne 14. rujna, slika se poboljšala za hrvatske postrojbe, jer su došle do oružja (iz vojnog skladišta ispod groblja), vojno skladište u Rusovom putu i djelimice su zauzeli vojarnu ispred bolnice u Gospiću. Oficiri i vojska JNA i dosta civila sklonilo se u podrume i pružali su jak otpor, a zapovjednik vojarne počinio je samoubojstvo. Do srijede 18. rujna, nakon sedmodnevne opsade, predali su se preživjeli (170 vojnika, 35 oficira JNA i 25 građanskih osoba); hrvatske vlasti pustile su žene i djecu i redovne vojnike, a ostalih 60 privele na saslušanje: jedan od oficira JNA priznao je rušenje 16 katoličkih crkava "jer su tamo bila postavljena ustaška gnijezda". 15. rujna zrakoplovstvo JNA bombardiralo Gospić te napalo je hotel Velebno u Baškim Oštarijama gdje je bila smještena hrvatska vojska, a borbe su se vodile u Gospiću: Jasikovcu, Žabici i Divoselu, a Lički Osik opet je pretrpio napad. Četnici su svoj bijes za poraze iskalili 17. rujna kad su napali Gospić napalm-bombama i granatama. Tih deset dana je JNA sustavno uništavala grad pucajući s položaja u gospićkim vojarnama. 19. rujna se predala vojarna u Gospiću. Hrvatske su snage zarobile 35 časnika JNA, 170 vojnika te 30 civila. Zaplijenile su razna oklopna vozila, topove i ino oružje. Hrvatske su se postrojbe sada imale s čime braniti. No, velikosrbi su u napadima srušili skoro cijeli Gospić. 65% objekata su uništili. Padom te zadnje vojarne JNA u Gospiću su skoro svi Srbi napustili Gospić i više nije bilo njihovih tajnovitih odlazaka i povrataka. Četnici i JNA su preostale Srbe u Gospiću od tada tretirali kao i Hrvate i neprijatelje srpstva te su neki od njih i ubijeni.

## Nakon osvajanja vojarna
Kad su hrvatske postrojbe oslobodile vojarne u Gospiću, došle su u povoljniji strateški položaj. Već su 21. rujna deblokirali sela Lički Ribnik i Bilaj.
25. rujna su hrvatske snage pokušale iz Gospića se probiti kroz Medak do okruženog Lovinca no nisu uspjele. Stoga su se lovinački branitelji zajedno s 800 civila izvukli iz okruženog sela i preko velebitskih visova su se povukli prema Starigradu i inim slobodnim hrvatskim mjestima.
Dan poslije su hrvatske snage pokrenule napadno-oslobodilačku akciju Medvjed radi deblokiranja najvažnije i skoro jedine kvalitetne cestovne prometnice kroz Liku i Gacku koja je spajala hrvatski sjever i jug.
Velikosrbi su nastavili topnički napadati Gospić s položaja u Ostrovici. Do 29. rujna su tako uništili skoro 75% Gospića.
4. listopada su velikosrbi napali Paški most.
Za to vrijeme su na obližnjim okupiranim područjima nastavljeni masakri nad hrvatskim civilima. Četnici su ubijali civile u Lovincu (8. listopada), Vagancu (9. listopada), Čorcima, Perušićkoj Kosi, Širokoj Kuli (13. listopada), Bukovcu (16. listopada), Urijama (u kojima su četnici 12. studenoga sravnili sa zemljom 13 kuća 11. studenoga 1991.), Ličkom Osiku...
Okolo Gospića i u Gospiću djelovale paravojne postrojbe pobunjenih Srba i dragovoljaca iz Srbije ("beli orlovi"), kao i specijalnih postrojba JNA iz Niša, koje su u svojim upadnim i izviđačkim akcijama ubijali hrvatsko stanovništvo, svjesno pokušavajući izazvati strah i demoraliziranje mještana odanih Hrvatskoj. U MORH-ovim dokumentima je primjerice zabilježeno da je na Lipovoj glavici upala skupina niških specijalaca koje su vodili domaći pobunjeni Srbi i tad je ubijeno 7 Ličana, a 2 dana poslije, na Marinu brdu, kilometar dalje, isti su upali i smaknuli 3 osobe.
Četnici nisu prestali napadati Gospić i okolna mjesta. Za osvetu što su hrvatske snage izvele uspješnu akciju u Divoselu 16. listopada, četničko je topništvo 19. listopada 1991. tuklo po Gospiću neprekidno 10 sati. Za tih je napada Gospić gorio na dvadesetak mjesta. Grube procjene govore da je samo toga dana palo na Gospić više od tisuću projektila, a po nekim izvorima znatno više.
U listopadu su hrvatske snage pokušale osloboditi susjedna sela Divoselo i Novi Lički Osik.
Velikosrbi su neprestano napadali Gospić minobacačima, topništvom, tenkovima, ali i zrakoplovstvom. 2. studenoga i 3. studenoga 1991. je bio osobito teški napad na grad, kad je palo preko 1000 granata, čime se obistinila prijetnja generala JNA Andrije Rašete da će do 1. studenoga Gospić biti sravnjen sa zemljom.
Sredinom studenog, u pomoć obrani Gospića stiže dobrovoljačka 19. satnija HOS-a pod zapovjedništvom Valentina Rajkovića. 16. studenoga 1991. su velikosrbi nakon granatiranja i raketiranja ponovno krenuli s pokušajima osvajanja teritorija. Tog su dana poslali 200 posebno izvježbanih vojnika, pričuvnika i četnika radi zauzimanja cestovne prometnice Gospić-Karlobag. Hrvatske snage su ih odbile uz velike gubitke.
17. studenoga su se u Divoselu srazile ZNG i 300 četnika. Upali su u zasjedu, poginulih je bilo od 50-100, a ostale se zarobilo. 2 dana poslije su velikosrbi granatirali Gospić s preko 1000 projektila iz raketnih bacača i inog dalekometnog oružja.

## Poveznice
- Dodatak:popis poginulih branitelja iz Ličko-senjske županije

## Vanjske poveznice
- Hrvatski vojnik broj 385, ožujak 2012.[neaktivna poveznica] Ante Nazor: O događajima u Lici, u jesen 1991. - "Informativni ratni bilten Štaba TO Skupštine općine Gračac" (I. dio)
- Hrvatski vojnik broj 386, ožujak 2012.[neaktivna poveznica] Ante Nazor: O događajima u Lici, u jesen 1991. - Informacije iz promidžbenih biltena srpskih snaga (II. dio)
- Hrvatski vojnik broj 387, ožujak 2012.[neaktivna poveznica] Ante Nazor: O događajima u Lici, u jesen 1991.  - Informacije iz promidžbenih biltena srpskih snaga (III. dio)
- Hrvatski vojnik broj 388, ožujak 2012.  Arhivirana inačica izvorne stranice od 30. studenoga 2013. (Wayback Machine) Ante Nazor: O događajima u Lici, u jesen 1991.  - Informacije iz promidžbenih biltena srpskih snaga (IV. dio)
- Hrvatski vojnik broj 388, ožujak 2012. Ante Nazor: O događajima u Lici, u jesen 1991.  - Informacije iz promidžbenih biltena srpskih snaga (V. dio)